# Furcula latifascia
Furcula latifascia är en fjärilsart som beskrevs av Curtis 1827. Furcula latifascia ingår i släktet Furcula och familjen tandspinnare. Inga underarter finns listade i Catalogue of Life.